# Paweł Zworski
Paweł Zworski (ur. 20 kwietnia 1929 w Augustowie, zm. 11 lipca 2017 we Wrocławiu) – polski inżynier specjalność maszyny i urządzenia hydrauliczne, pompy, transport hydrauliczny. Nauczyciel akademicki. Członek Komitetu Badań Morza PAN, kierownik zespołu do spraw odwadniania kopalń LGOM. Inicjator i kierownik budowy Laboratorium Pomp i Transportu Hydraulicznego Politechniki Wrocławskiej. Sybirak.

## Życiorys
Dzieciństwo spędził w Augustowie, gdzie zastała go wojna. Razem z rodziną, w wieku 12 lat, został zesłany do Kazachstanu, gdzie spędził 6 lat. Po powrocie do Polski, w 1951 ukończył szkołę średnią w Jeleniej Górze, po czym rozpoczął studia na Politechnice Wrocławskiej (w latach 1951–1956), z którą związał swoją dalszą karierę zawodową. Zajęcia dydaktyczne na uczelni rozpoczął w 1955. Pracę doktorską obronił w 1965, zaś w 1972 został powołany na stanowisko docenta. Był autorem lub współautorem 15 patentów i 3 wzorów użytkowych.
Poza pracą naukowo-dydaktyczną udzielał się także społecznie w organizacjach zajmujących się dokumentacją polskiej martyrologii na wschodzie i pomocą Polakom na wschodzie. Był członkiem Rady Naukowej Zarządu Głównego Związku Sybiraków, członkiem Rady Naukowej Ośrodka Badań Wschodnich Uniwersytetu Wrocławskiego, wiceprezesem Stowarzyszenia Straż Mogił Polskich Na Wschodzie, członkiem Zarządu Stowarzyszenia Wspólnota Polska Oddział Dolnośląski.
Pochowany na Cmentarzu Osobowickim we Wrocławiu.

## Odznaczenia
- Krzyż Kawalerski Orderu Odrodzenia Polski
- Złoty Krzyż Zasługi
- Złota Odznaka Politechniki Wrocławskiej
- Złota Odznaka Związku Nauczycielstwa Polskiego
- Złota Odznaka Budowniczego Legnicko-Głogowskiego Zagłębia Miedziowego
- Odznaka Honorowa Sybiraka

## Rodzina
Jego żoną była Irena Lipska-Zworska, córkami zaś artystki: Agata Zworska-Story i Barbara Zworska-Raziuk.